# Aschenbrenner.wunderl
aschenbrenner.wunderl ist der Name eines Kabarettduos aus Wien, das 2014 von den beiden ausgebildeten Schauspielerinnen Astrid Aschenbrenner und Patrizia Wunderl gegründet wurde.

## Geschichte
Aschenbrenner und Wunderl lernten sich bei der Aufnahmeprüfung für das Max Reinhardt Seminar in Wien kennen, wo sie aber beide keine Aufnahme fanden. Ihre Ausbildung absolvierten sie dann an anderen Schauspielschulen erfolgreich. Nachdem sie keine feste Anstellung in ihrem erlernten Beruf erlangten, entstand die Idee, ihre diesbezüglichen Erfahrungen in einem Kabarettprogramm zu verarbeiten.
Seit 2014 ist das Duo regelmäßig auf Kleinkunstbühnen zu sehen und errang auch schon mehrere Preise bei Wettbewerben. Beim Wiener Kabarettfestival 2015 im Wiener Rathaus traten sie im Rahmenprogramm mit Klaus Eckel und Viktor Gernot auf.

## Biografien

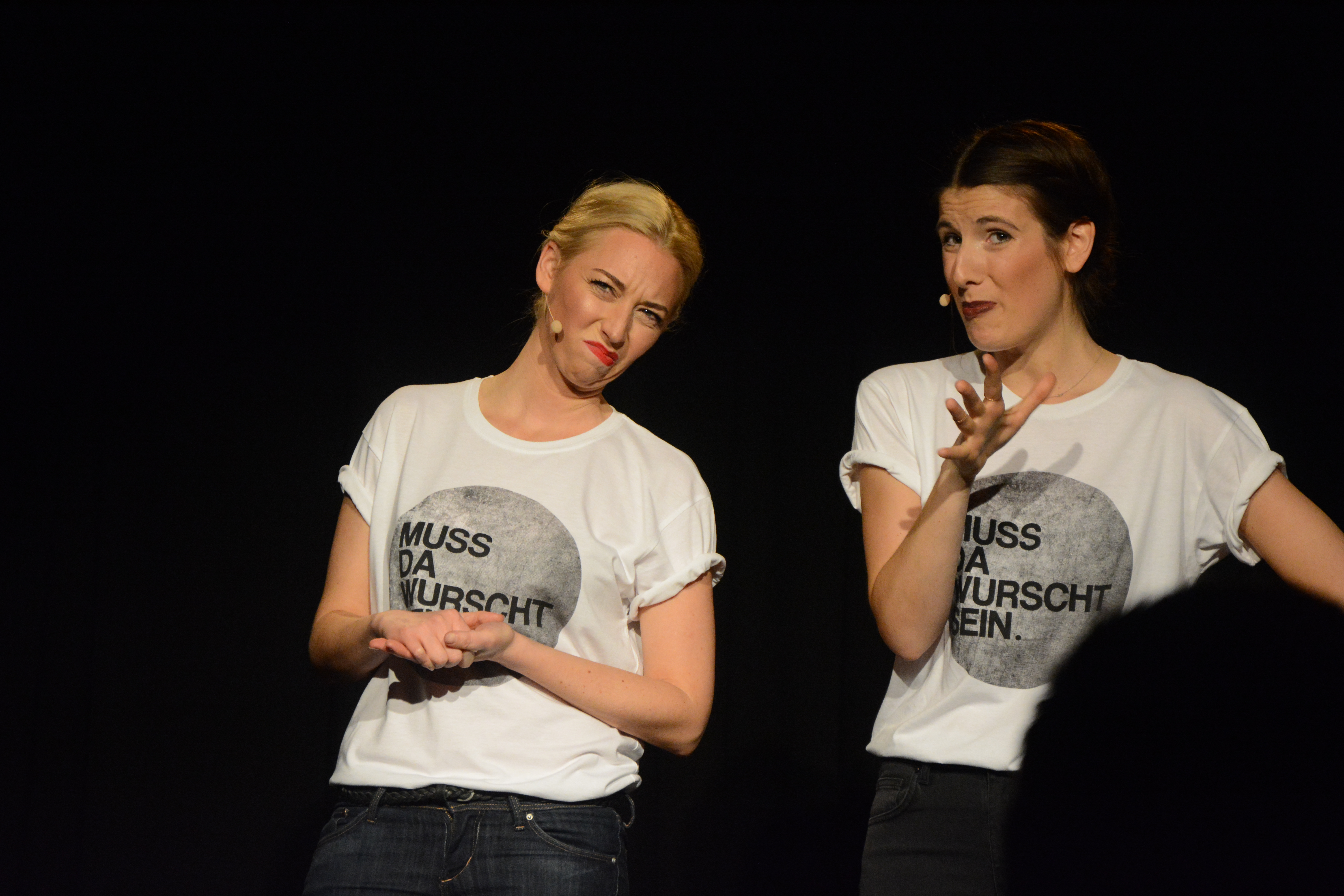
Das Duo in action;
links Patrizia Wunderl

### Astrid Aschenbrenner
Astrid Aschenbrenner (* 20. August 1989 in Wien) absolvierte nach der Matura im Jahre 2007 zunächst von 2008 bis 2009 im Performing Center Austria die Studienrichtung Musical und besuchte danach 2010 ein Schauspielseminar bei Nicholas Barter, dem Direktor der Royal Academy of Dramatic Art. 2011 folgte der Michael Chekhov Workshop an der Münchner Filmakademie und anschließend bis 2013 die Ausbildung an der Schauspielschule Krauss, welche sie mit dem staatlichen Diplom abschloss. Ihr bürgerlicher Name nach der Hochzeit im Jahr 2017 ist Astrid Kiss.

### Patrizia Wunderl
Patrizia Wunderl (* 18. April 1985 in Wien) absolvierte von 2009 bis 2012 ihre Schauspielausbildung in Wien und einen Schauspielworkshop in New York City.

## Programme
- 2014/15: denn sie wissen nicht, was sie tun[2]
- 2015: aschenbrenner.wunderl und so weiter Flyer des Programmes und so weiter

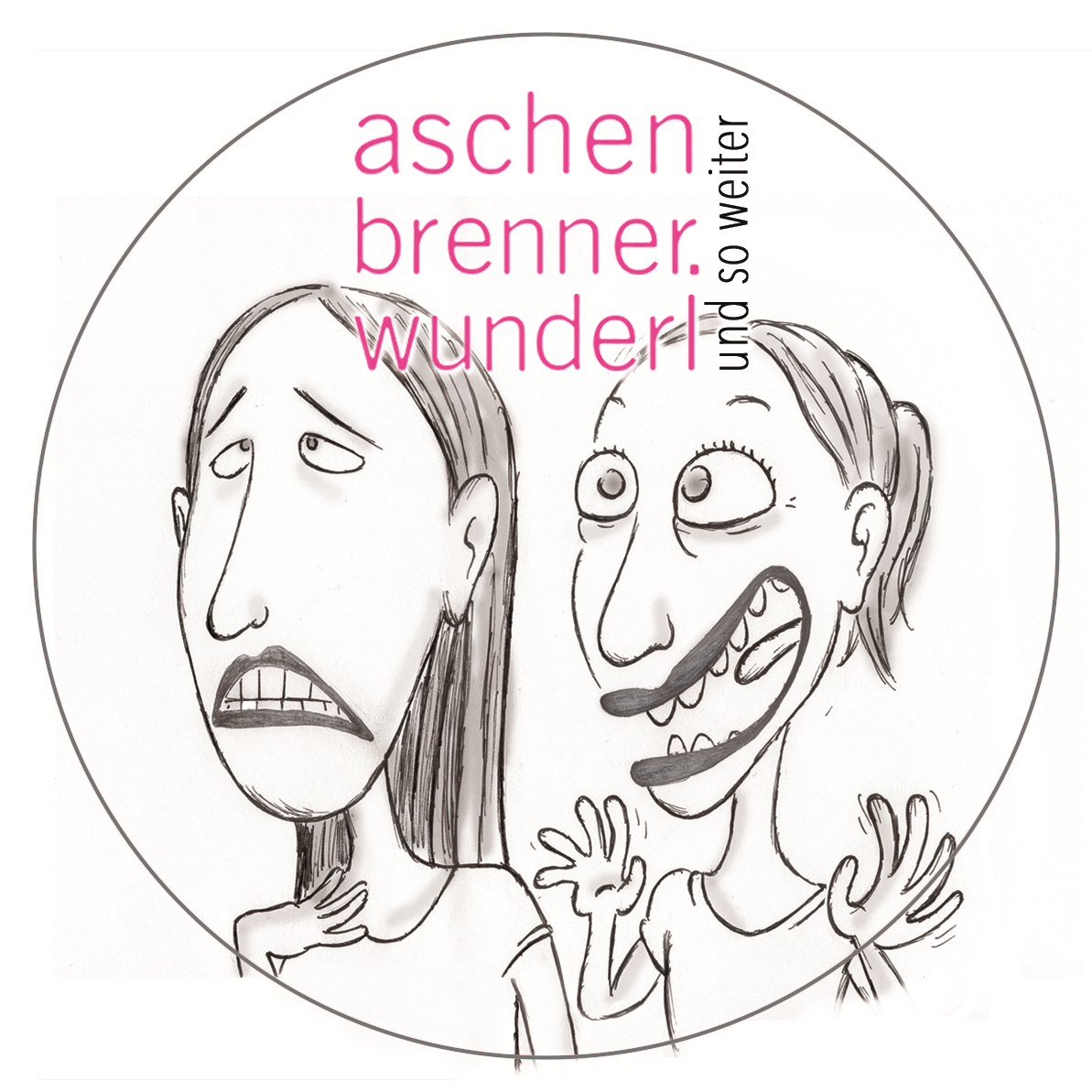
Flyer des Programmes und so weiter

- 2015 (Herbst): denn sie wissen nicht, was sie tun 2.0

## Erfolge
- 2014: 2. Platz „Wer bringt den König zum Lachen“, Wien (Oktober)
- 2014: Publikumspreis Schmähtterling, Bruck an der Leitha (Oktober)
- 2015: Gewinner der Kabarett Talente Show, Baden bei Wien (Mai)